# Krzysztof Wrabec
Krzysztof Wrabec (ur. 1 lipca 1935 we Lwowie, zm. 11 września 2019) – polski specjalista w zakresie chorób wewnętrznych, prof. dr hab. n med.

## Życiorys
Urodził się we Lwowie, po wysiedleniu ze Lwowa jego rodzina osiedliła się na Górnym Śląsku, w 1952 ukończył Liceum Ogólnokształcące w Gliwicach. W 1958 roku ukończył studia na Wydziale Lekarskim Akademii Medycznej we Wrocławiu. Uzyskał stopień doktora habilitowanego, a w 1984 nadano mu tytuł profesora w zakresie nauk medycznych. Pracował w Katedrze i Klinice Kardiologii na Wydziale Lekarskim Kształcenia Podyplomowego Akademii Medycznej im. Piastów Śląskich, oraz pełnił funkcję honorowego członka Polskiego Towarzystwa Kardiologicznego.
Był założycielem Oddziału Kardiologii Wojewódzkiego Szpitala Specjalistycznego we Wrocławiu.

## Publikacje
- 2005: Wpływ 30-dniowego leczenia alfa1 adrenolitykiem -doksazosyną- na hemodynamikę płucną u chorych z nadciśnieniem płucnym w przebiegu przewlekłej obturacyjnej choroby płuc[2]
- 2005: Betaxolol is equivalent to carvedilol in patients with heart faiolure NYHA II or III. Results of a randomized multicenter trial (BETACAR Trial)[2]
- 2006: Wyniki rocznej antykoagulacji chorych ze świeżo rozpoznanym przewlekłym zakrzepowo-zatorowym nadciśnieniem płucnym, nie poddanych endarektomii płucnej[2]
- 2008: Obwodowa postać przewlekłego zakrzepowo-zatorowego nadciśnienia płucnego. Trudności diagnostyczne, nowe możliwości terapeutyczne[2]